# 貝莉·根納斯
貝莉·根納斯（英語：Belle Gunness；1859年11月11日—？，1908年4月28日失蹤），又譯作貝莉·吉妮絲、貝兒·岡妮絲，是一位挪威裔美國籍連環殺手。在1884年到1908年間，貝莉被認為至少殺害了14人，最多甚至可能殺害了40人。她似乎透過結婚與談戀愛的方式誘惑男人，再殺害他們以奪取錢財。貝莉最後在一場大火中失蹤，下落不明。

## 生平
貝莉於1859年11月11日出生於挪威的塞爾布，她出生時的名字可能是貝拉·波斯達特（Bella Paulsdatter）或布倫希爾德·波斯達特·史德爾薛茨（Brynhild Paulsdatter Størset）。

### 與邁茲·索倫森之間的婚姻
貝莉於1884年嫁給了邁茲·索倫森（Mads Sorenson）。貝莉和索倫森曾擁有過一家糖果店，但這家糖果店卻在之後被燒為灰燼，她們的住家也同樣被燒毀了。這兩起火災都讓這對夫婦獲得了房屋的保險理賠。
索倫森生前曾買過兩筆人壽保險。1890年7月30日，索倫森因腦出血而過世。貝莉同時獲得了兩筆保險的理賠，因為當天剛好是第一筆保險到期前的最後一天，也是第二筆保險開始生效的第一天。貝莉表示，索倫森回家時便已經頭疼不已，而她給了他奎寧粉來緩解他的疼痛。等到她再度去確認丈夫是否無事時，索倫森已經死了。貝莉總共從兩筆保險中得到了5000元美金。

### 與彼得·根納斯之間的婚姻
貝莉於1901年嫁給了彼得·根納斯（Peter Gunness）。彼得在八個月後去世，死因為顱骨損傷。貝莉解釋，彼得當時想要從很高的置物架上拿個東西，而一臺絞肉機就這麼從上面掉下來，砸碎了他的頭骨。彼得的死亡被裁定為一場意外。

### 罪行曝光與失蹤
貝莉的犯罪行為在1908年4月曝光，當時貝莉那位於印第安納州拉波特郡拉波特的農舍被發現燒毀於大火之中。在廢墟中，人們發現一具無頭成年女屍，這具女屍和一同被發現的三具兒童屍骨，起初被認定為是貝莉和她的三個孩子。但在對貝莉所擁有的房地產所進行的進一步調查中，又發現了其他最少11具遺骨。
1908年11月，貝莉的僱工雷·拉姆非爾（Ray Lamphere）因涉及縱火而被捕。拉姆非爾之後供稱，貝莉長期在報紙上攀登尋求男性伴侶的廣告，其目的只是為了要謀殺並搶奪他們的錢財。那些看到廣告後聯絡貝莉，並造訪她的農舍的男人，皆為她的下手目標。在貝莉那謀財害命的計畫持續了好一陣子之後，有一位受害者的兄弟致電警告貝莉，表示他近日很可能會親自拜訪農舍，以調查自己兄弟的失蹤事件。據拉姆非爾所言，這通電話促使貝莉決定製造自己死亡的假象，燒毀自己的房子並逃離此處 。拉姆非爾說，貝莉要他對農舍縱火，連同當時還在農舍內的貝莉自己的孩子們一同燒毀。拉姆非爾還聲稱，那具被認為是貝莉屍首的女屍，實際上是另一位被謀殺的受害者，被貝莉選上並殺害，目的是為了混淆調查者們的視聽。
貝莉·根納斯之後便下落不明。1931年，洛杉磯一名叫做埃絲特·卡爾森（Esther Carlson）的女子被指控毒殺他人，卡爾森身上持有小孩的照片，而這些小孩的長相看起來非常像貝莉的孩子們，且卡爾森自己的樣貌也讓人聯想到貝莉。然而，埃絲特·卡爾森在接受審訊前便在獄中死於肺結核，因此並沒有深入調查她的身份，最後也無法得知她是否為貝莉·根納斯。

## 大眾文化中的貝莉·根納斯
- 貝莉·根納斯是許多首美國謀殺歌謠（英语：murder ballad）的主題[10][11]。
- 在拉波特郡歷史社會博物館（La Porte County Historical Society Museum）固定舉辦「貝莉·根納斯」展覽[12]。
- 手機遊戲《神魔之塔》中有以貝莉·根納斯為原型的召喚獸。